# Antonio Pérez Morte

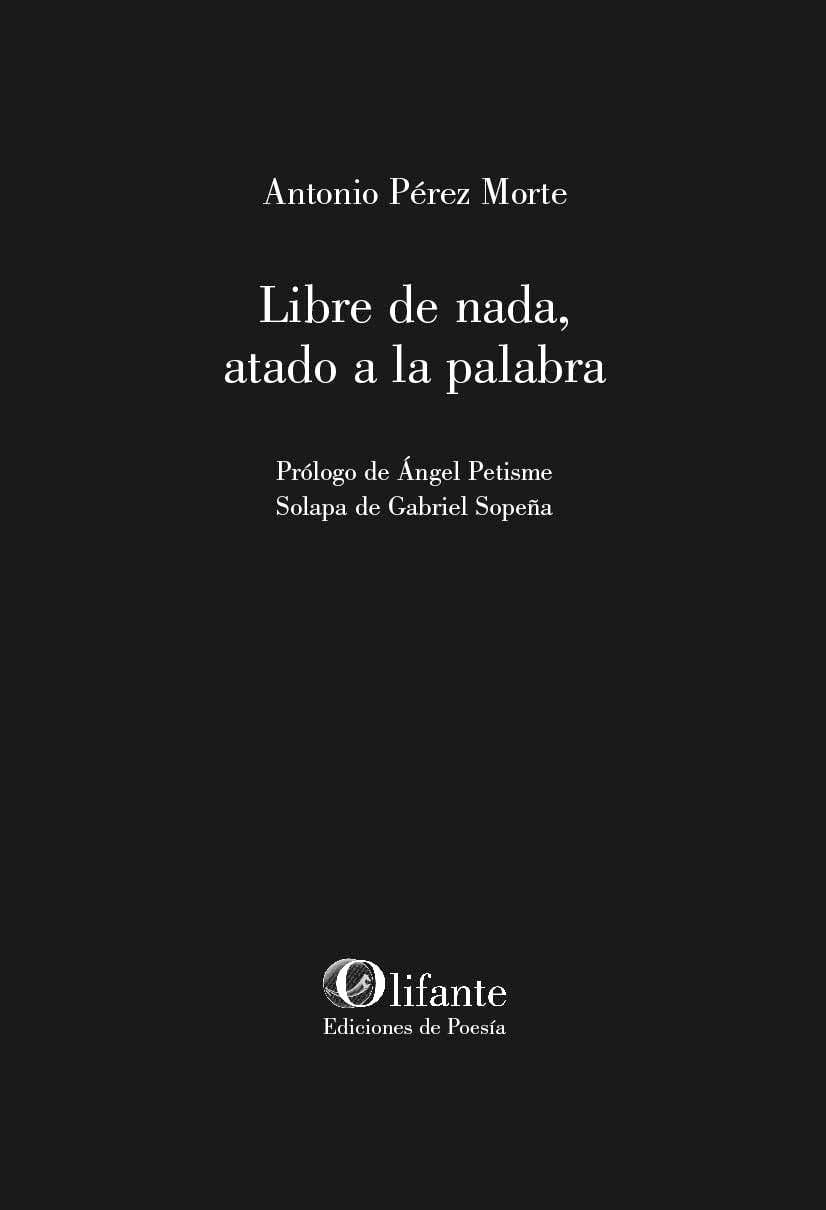
Libre de nada, atado a la palabra (Editorial Olifante, 2021)

Antonio Pérez Morte  (Zuera, Zaragoza, 21 de abril de 1960 - Sabiñánigo, Huesca, 13 de marzo de 2013) fue un poeta, escritor, articulista y crítico.

## Biografía
Poeta, escritor, articulista y crítico, desde muy niño sintió la pasión de la poesía, comenzó a leer y a recitar a la temprana edad de 7 años, cuando gracias a Abel, su primer maestro, descubrió la obra de autores como Vicente Medina, a quien puso voz en un festival escolar celebrado en el desaparecido cine Rif de Zuera, en el invierno de 1967.
Doce años después y tras una etapa de lectura y creación frenética el adolescente comprometido y solidario en el que se ha convertido ha establecido sus primeros contactos con personalidades sociales y culturales que serán no sólo grandes amigos, sino maestros inseparables en el camino emprendido. 
Es en el año 1979 cuando publica su primer poemario (de forma artesanal y autogestionada), su primera plaquette Arrancando Del Silencio. Los medios de comunicación aragoneses y nacionales se hacen eco de ello dedicándole destacados espacios en radio y televisión. Los poetas Manuel Pinillos, Luciano Gracia y Guillermo Gúdel -entre otros- apuestan por su obra todavía en agraz, que empieza a cobrar vida entonces en voces tan populares como las de Ricardo Arnó, Pilar Delgado, Luis del Olmo o Paco Valladares. A principios de los años ochenta, da tres nuevos títulos a la imprenta: Sombras Incompletas, Un Paso Más y Huellas, -todos autoeditados- que editará de forma conjunta junto al primero de todos (Arrancando del Silencio) en 1982.

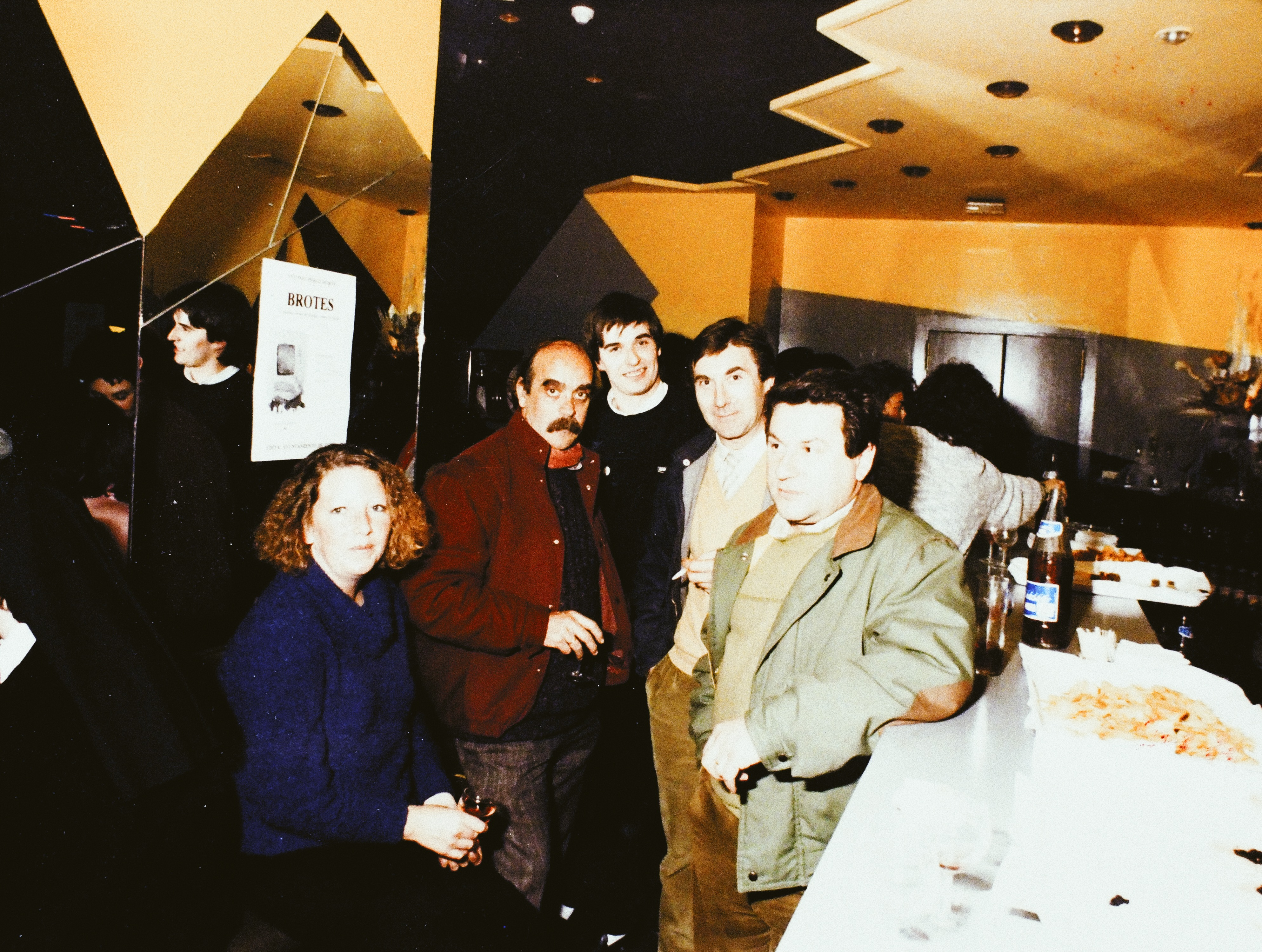
Presentación de «Brotes, a escasos versos del alcohol contra la tarde». De izquierda a derecha: Angelines Royo, José Antonio Labordeta, Antonio Pérez Morte, Javier Puyuelo y José Luis Lasala.

En 1986 llega Brotes, a escasos versos del alcohol contra la tarde; uno de sus poemarios más conocidos y quizás uno de los más atractivos, incluido en la legendaria Colección Poemas Zaragoza, prologado por José Antonio Labordeta e ilustrado por el prestigioso pintor José Luis Lasala.
A partir de 1986, Antonio, que ya había comenzado a colaborar en diversos medios escritos y radio, continúa con esa labor más cercana al periodismo que a la poesía, aunque no deja de colaborar en ningún momento en publicaciones culturales y literarias, en las que poco a poco irá apareciendo su obra nueva. Su firma ha aparecido en publicaciones tan distintas como Andalán, El Independiente (1989-1991), Rolde: revista de cultura aragonesa, Trébede, Siete de Aragón, Qriterio, Heraldo de Aragón, El Periódico de Aragón, Cuadernos del matemático, Aragón en Portada, El Alambique...
Ya en el siglo XXI, las muestras más recientes de su obra son Escombros (Poemas 1978 - 2008) editado en 2011 y reeditado por su hijo en 2014, De Puño Y Letra (editado digitalmente) y su último libro: Cuerpos de Luna (Editorial Celya, 2013), prologado por Luis Eduardo Aute. 
Antonio falleció dos días después de que Cuerpos de Luna, su último libro fuese editado, el 13 de marzo de 2013.
Su amigo Gabriel Sopeña musicalizó el poema No Puedo Dormir En Esta Noche (dedicado al poeta José Antonio Rey del Corral) para el disco Es A Veces Amar de Olga y los Ministriles. 
En febrero de 2021 vio la luz en la editorial Olifante su libro inédito "Libre de nada, atado a la palabra", con poemas inéditos y textos de Gabriel Sopeña y Ángel Petisme.

## Obra
- Arrancando del Silencio (1979)
- Sombras Incompletas
- Un Paso Más
- Huellas
- Brotes, a escasos versos del alcohol contra la tarde (1986)
- Escombros (Poemas 1978 - 2018) editado en 2011 & 2014
- De Puño y Letra
- Cuerpos de Luna (2013)
- Atado a la palabra (2021)